# Armée des Grisons

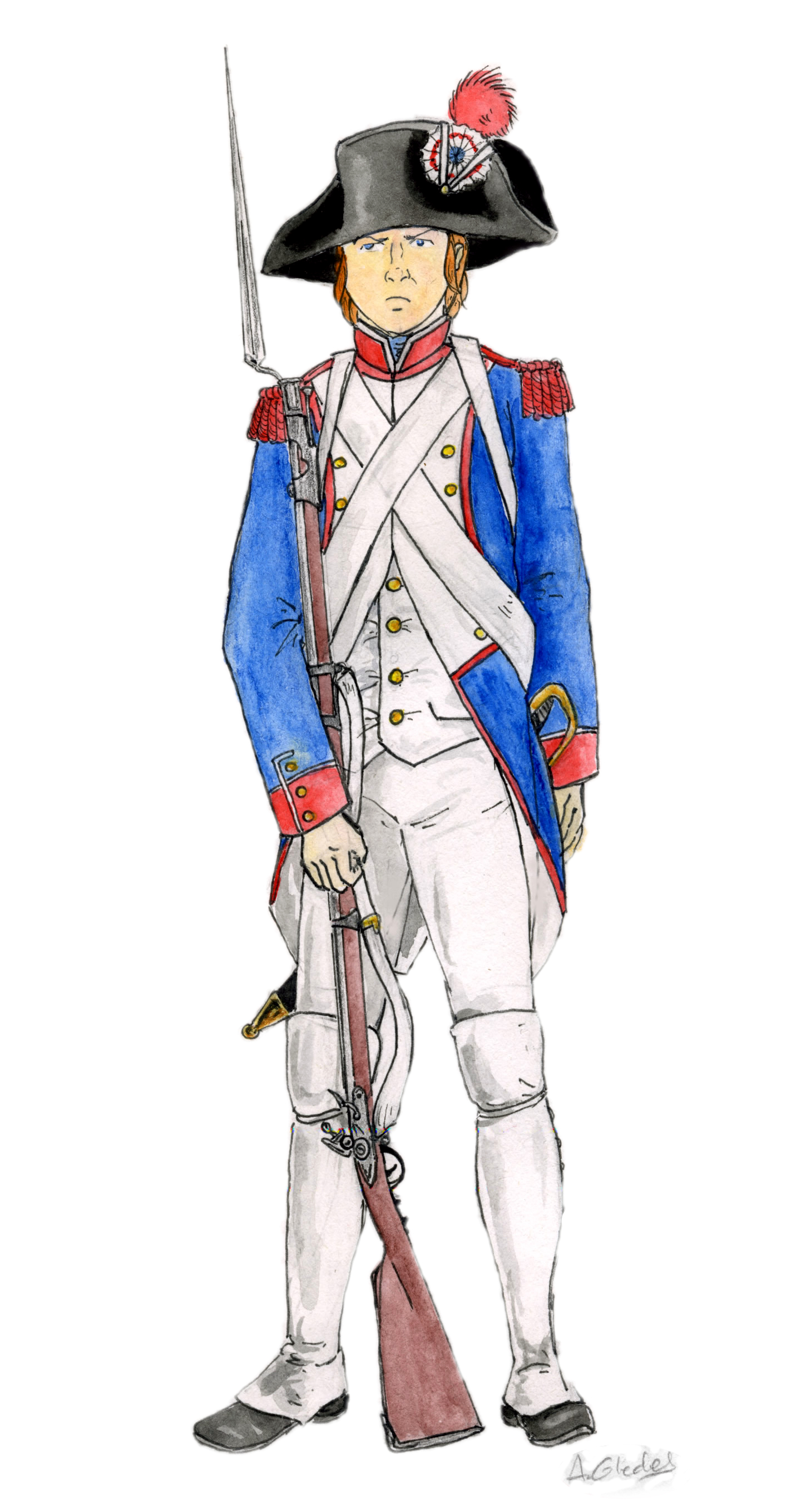
Fusilier de l'armée révolutionnaire française.

L’armée des Grisons était une armée de campagne de l’armée révolutionnaire française.
Son commandant en chef du 5 octobre 1800 au 1er avril 1801 fut le général Étienne Macdonald. Durant cette période, elle servit de charnière entre l’armée d'Italie sous le commandement du général Guillaume Brune et l’armée du Rhin sous le commandement du général Jean Victor Marie Moreau. L'armée des Grisons a passé difficilement le col du Splügen le 4 décembre et capturé Trente le 6 janvier.